# Тищенко Любов Григорівна
Любов Григорівна Тищенко (11 липня 1940, м. Ростов на Дону, РРФСР — 7 травня 2020) — радянська і російська кіноакторка.

## Біографія
Любов Тищенко народилася 11 липня 1940 року Ростов на Дону, РРФСР. У 1964 році закінчила вечірнє відділення акторського факультету ЛДІТМіК (курс Ф. М. Нікітіна).
У 1964—1965 рр. працювала на естраді, співала в ансамблі. Працювала в Ленінградському театрі-студії кіноактора. З 1968 по 1995 років була акторкою кіностудії «Ленфільм».

## Фільмографія

### Акторка
1. 1964 — Поїзд милосердя — Фіма, буфетниця
2. 1965 — Іду на грозу — Катя
3. 1967 — У вогні броду немає — санітарка (немає в титрах)
4. 1967 — Весілля в Малинівці — селянка
5. 1968 — Віринея — дружина Михайла (немає в титрах)
6. 1968—1969 — Розв'язка — Поліна Василівна, сестра Сергія
7. 1969 — Її ім'я — Весна — епізод
8. 1969 — Мама вийшла заміж — реставраторка-штукатурка (немає в титрах)
9. 1970 — Африканич — Нюша
10. 1970 — Крах імперії — дружина Васі
11. 1970 — Любов Ярова — епізод
12. 1970 — Між високих хлібів — колгоспниця, учасниця зборів
13. 1970 — Сім наречених єфрейтора Збруєва — Любов Григорівна, подруга Надії Тереньєвої
14. 1971 — Дорога на Рюбецаль — Нюрка, сусідка Шури Соловйової
15. 1971 — Знайди мене, Льоню! — тітка на пристані
16. 1971 — Розкажи мені про себе — епізод
17. 1971 — Холодно — гаряче — Серафима, бібліотекарка
18. 1972 — Боба і слон — білетерка
19. 1972 — Зірка в ночі — епізод
20. 1972 — Мічений атом — провідниця, напарниця Притикіна-Шкалікова
21. 1972 — Сині зайці, або Музична подорож — епізод
22. 1972 — Така довга, довга дорога... — епізод
23. 1973 — А ви кохали коли-небудь? — прибиральниця в перукарні
24. 1973 — Двері без замка — Клавдія (в сцені прибуття теплохода «Касимов») (немає в титрах)
25. 1973 — Погана хороша людина — прислуга
26. 1973 — Старі стіни — Тоня Єрмакова (озвучувала Мая Булгакова)
27. 1974 — У те далеке літо — епізод
28. 1974 — Ще не вечір — Катя Попова
29. 1974 — Не болить голова у дятла — білетерка в кінотеатрі
30. 1974 — Один єдиний — епізод
31. 1974 — Останній день зими — епізод
32. 1974 — Сержант міліції — Анастасія Михайлівна, вагоновожата
33. 1974 — Дивні дорослі — жінка в електричці
34. 1974 — Царевич Проша — торговка на базарі (немає в титрах)
35. 1975 — Єдина — працівниця ресторану «Затишок»
36. 1975 — Зірка привабливого щастя — нянька в будинку Раєвських
37. 1975 — Покликання — стартерка
38. 1976 — Веселе сновидіння, або Сміх і сльози — Дев'ятка Пік
39. 1976 — Дикий Гаврило
40. 1976 — Довга, довга справа... — секретарка, понята під час обшуку в квартирі Паніна
41. 1976 — Життєва справа (1-а новела) — жінка з кошиком на станції
42. 1976 — Кадкіна всякий знає — жінка на вокзалі
43. 1976 — Ключ без права передачі — вчителька
44. 1976 — Звичайний місяць — вахтерка
45. 1976 — Сентиментальний роман — епізод
46. 1976 — Строгови — епізод
47. 1977 — Біда — Люся, продавчиня
48. 1977 — Золота міна — продавчиня взуттєвого відділу
49. 1977 — Як Іванко-дурник по диво ходив — придворна при дворі Марко Багатого (немає в титрах)
50. 1977 — Відкрита книга
51. 1978 — Випадкові пасажири — епізод
52. 1978 — Коли йдеш – іди;— пасажирка в електричці (заспокоює під час бійки дочку Суліну Свєтку)
53. 1979 — Повернемося восени — В'язова
54. 1979 — У моїй смерті прошу звинувачувати Клаву К. — директорка дитячого саду
55. 1979 — Дружина пішла — епізод
56. 1979 — Пані Марія — Павлина Іванівна
57. 1979 — Шерлок Холмс і доктор Ватсон («Кривавий напис») — Лже-вдова
58. 1980 — Ліс — Восьмибратова
59. 1980 — Нікудишня — сусідка Тихонових
60. 1981 — Ось така музика — епізод
61. 1981 — Згубна справа — пасажирка
62. 1981 — Ніч на четвертому колі — епізод
63. 1981 — Що б ти вибрав? — гостя на весіллі
64. 1982 — Шкура віслюка — епізод
65. 1982 — Сеанс одночасної гри — пасажирка таксі
66. 1983 — Гори, гори ясно … — станочниця
67. 1983 — Демидови — дружина Гуділіна (в титрах — Л. Тищенко)
68. 1983 — Дублер починає діяти — тітка Люба, майстриня
69. 1983 — Небувальщина — епізод
70. 1983 — Пливи, кораблику... — Валентина Петрівна, сусідка Полуніної
71. 1983 — Серед білого дня… — приятелька Столярова
72. 1984 — Аплодисменти, аплодисменти... — акторка
73. 1984 — І ось прийшов Бумбо... — епізод
74. 1984 — Милий, любий, коханий, єдиний... — міліціонерка
75. 1985 — Ось моє село… — колгоспниця
76. 1985 — Гей, на лінкорі! (В складі кіноальманаху «Місток») — чергова в лікарні
77. 1985 — Снігуроньку викликали? — епізод
78. 1986 — Життя Клима Самгіна — Павля
79. 1987 — Везуча людина — епізод
80. 1988 — Будні і свята Серафими Глюкиної — жінка в універсамі
81. 1988 — Політ птаха — робоча у вагона
82. 1988 — Презумпція невинності — Валентина, диспетчерка на залізничній станції
83. 1989 — Кончина — дружина Самохи
84. 1989 — Навіки — 19 (2-а серія) — епізод
85. 1990 — Коли святі марширують — продавчиня
86. 1991 — Щасливі дні — епізод
87. 1992 — Село Хлюпово виходить із Союзу
88. 1992 — Сходи світла — епізод
89. 1992 — Дивні чоловіки Семенової Катерини — Зінаїда, працівниця трамвайного депо
90. 1993 — Кінь білий — господиня будинку в Єкатеринбурзі
91. 1993 — Лабіринт любові
92. 1993 — Розбірливий наречений — вихователька
93. 1994 — Колечко золоте, букет з червоних троянд — епізод
94. 1994 — Російська симфонія — епізод
95. 1994 — Російський транзит — Клава, працівниця ресторану
96. 1998 — Гірко! — епізод
97. 1998 — Жіноча власність — сусідка
98. 1998 — Прощавай, Павле (Vaarwel Pavel; Нідерланди, Німеччина)
99. 1998 — Вулиці розбитих ліхтарів (серія 6-а "Сексот Циплаков", серія 7-а «Темне пиво, або Урок англійської») — нянечка в дитячому садку
100. 2001—2004 — Чорний ворон — стрілочниця
101. 2003 — Гра без правил
102. 2003 — Мангуст — епізод
103. 2003 — Таємниці слідства-3 (серія 1 «Заручники») — сусідка Швальбаума
104. 2003 — Я все вирішу сама — 2. Голос серця — епізод
105. 2004 — Іменини — епізод
106. 2004 — Вулиці розбитих ліхтарів-6 (серія 3-тя «Портрет баронеси») — Тетяна Степанівна, сусідка потерпілої
107. 200 5 — Sказка O Sчастье — сусідка Ольги
108. 2005 — Майстер і Маргарита — дружина Босого
109. 2005 — Нелегал — епізод
110. 2005 — Парі — епізод
111. 2006 — Опера. Хроніки вбивчого відділу-2 (фільм 16 «Фото на пам'ять») — епізод
112. 2006 — Острог. Справа Федора Сеченова — епізод
113. 2006 — Старі справи — Надія Павлівна, комендантка гуртожитку
114. 2006 — Там, де живе любов (Україна) — епізод
115. 2007 — Ера Стрільця — Ксенія Петрівна, вахтерка в гуртожитку
116. 2007 — Ливарний, 4 (сезон 1, серія 9 «Мережа») — сусідка
117. 2008 — Даїшники (Росія, Україна; фільм 8-й «Забути Гіппократа») — сусідка сліпого
118. 2008 — Дорожній патруль (сезон 1, фільм 8-й «З вітерцем») — дружина Парамонова
119. 2008 — Мамочка, я кілера люблю — Марія Іванівна
120. 2008 — Переділ. Кров з молоком — охоронниця
121. 2009 — Правило лабіринту — епізод
122. 2009 — Стерво (Росія, Україна) — бабуся
123. 2009—2010 — Слово жінці — епізод
124. 2010 — Лиговка (фільми 1, 2, 4, 6) — епізод
125. 2010 — ППС — пасажирка
126. 2010 — Зниклий безвісти
127. 2010 — П'ята група крові — жінка, що продає будинок в селі
128. 2010 — Родинний дім — бабуся в церкві
129. 2010 — Колір полум'я — бабуся Наташі
130. 2011 — Захист Красіна 3 — двірниця
131. 2011 — Захист свідків — сусідка Демічевої
132. 2011 — Честь — пасажирка
133. 2011 — Шаман (фільм 1-й «Кривавий маршрут») — сусідка
134. 2012 — Особисті обставини — Алла Аркадіївна, пацієнтка Кузнєцова
135. 2012 — Мандри Синдбада (фільм 2-й «Шлях на захід») — епізод
136. 2012 — Ливарний 7 (22-а серія «Подарунок батька») — Марія Семенівна, свідок
137. 2012 — Особисті обставини — Алла Аркадіївна, пацієнтка Кузнєцова
138. 2013 — Крик сови — Агафія Селіверстова, двірниця
139. 2013 — Майор поліції — Анастасія Петрівна, пенсіонерка
140. 2013 — Таємниці слідства 13 (фільм 2-й «Зла любов») — сусідка
141. 2013 — Вулиці розбитих ліхтарів 13 (29-а серія «Уж замуж невтерпеж») — епізод
142. 2014 — Біла біла ніч — бабуся
143. 2014 — Інспектор Купер 2 (фільм 14-й «Справа честі») — Семенівна
144. 2014 — Кращі вороги (11-а серія «Алібі») — Варвара Іванівна, сусідка Смирнова
145. 2014 — Професіонал — квартирна хазяйка
146. 2015 — Мисливець за головами — Поліна Сергіївна, бабуся Єгора
147. 2016 — Таємниці міста «ЕН» — епізод

### Озвучення
1. 1968 — Рабиня — старша дружина (роль Сабіри Атаєвої)
2. 1970 — Слуги диявола — Лене (роль Індриксоне Байба)
3. 1972 — Слуги диявола на чортовому млині — Лене (роль Індриксоне Байба)
4. 1974 — Чоловіки сивіють рано — Дарія Вилтоае (роль Домнік Дарієнко)
5. 1976 — Літо (Таллинфильм) — мати Тееле (роль Айно Вяхі)
6. 2004 — Суперсімейка (Pixar, Marvel Studios) — Дизайнерка костюмів Една